# 기지마 유
기지마 유(일본어: 木島 悠, 1986년 5월 18일 ~ )는 일본의 축구 선수이다.

## 구단 경력
시미즈 에스펄스, 오이타 트리니타에서 활동하였다.